# Autoridad Portuaria Nacional
La Autoridad Portuaria Nacional (APN), es un organismo técnico especializado que promueve el desarrollo de los puertos de la República del Perú. Está adscrito al Ministerio de Transportes y Comunicaciones.
Fue creado en 2003, después de la presentación realizada por el Ejecutivo.
Tiene su sede en el Callao. Cuenta con 10 oficinas desconcentradas: Paita – Bayóvar, Salaverry, Callao, Pisco, San Nicolás, Matarani, Ilo, Iquitos, Yurimaguas y Pucallpa; y 7 anexos: Zorritos, Talara, Eten, Supe – Huacho – Chancay, Nauta, Santa Rosa y Puno.